# Ctibor
Ctibor (zastarale také Stibor) je mužské křestní jméno slovanského (českého) původu. Jméno vzniklo spojením výrazů pro „čest“ a pro „boj“ – znamená tedy „bojovník za čest“. Podle českého kalendáře má svátek 9. května.

## Statistické údaje
Následující tabulka uvádí četnost jména v ČR a pořadí mezi mužskými jmény ve srovnání dvou roků, pro které jsou dostupné údaje MV ČR – lze z ní tedy vysledovat trend v užívání tohoto jména:
| Rok       | Četnost   | Pořadí   |
| 1999      | 1051      | 152.     |
| 2002      | 1041      | 151.     |
| Porovnání | o 10 méně | o 1 lépe |
| 2006      | 1002      | 171.     |
| 2013      | 935       | 414.     |

Změna procentního zastoupení tohoto jména mezi žijícími muži v ČR (tj. procentní změna se započítáním celkového úbytku mužů v ČR za sledované tři roky 1999-2002) je -0,2%.

## Ctibor v jiných jazycích
- Slovensky: Ctibor

## Příjmení
- Jan Ctibor Kotva z Freifelsu (kolem 1585 – 1637), probošt litoměřické kapituly
- viz Ctibor (příjmení)

## Známí nositelé jména
- Ctibor Turba (* 1944) – český mim a choreograf
- Ctibor Tovačovský z Cimburka – (asi 1438 – 26. červen 1494)- moravský šlechtic, právník a politik. V letech 1464 – 1469 vykonával funkci zemského sudího na Moravě, od roku 1469 až do své smrti byl moravským zemským hejtmanem a v letech 1471 – 1479 zároveň i nejvyšším kancléřem Království českého.
- Ctibor Novák (1902 – 1955) – odbojář a spolupracovník Tří králů
- Seznam článků začínajících na „Ctibor“